# Planeta Pământ (serial)
Planeta Pământ (denumire originală Planet Earth) este un serial TV din 2006, produs de către BBC Natural History Unit. Fiind realizat în decursul a cinci ani, acesta este cel mai scump serial documentar despre natură comandat vreodată  de BBC, și, de asemenea, primul filmat în High Definition. Serialul a fost co-produs de Discovery Channel și NHK, în asociere cu CBC, fiind descris de către creatorii săi drept "o privire definitivă asupra diversității planetei noastre".
Documentarul a fost pentru prima dată difuzat în Marea Britanie
, în martie 2006, pe postul BBC One,  un an mai târziu având premiera în SUA, pe Discovery Channel. Până în iunie 2007, documentarul a fost prezentat în 130 de țări din întreaga lume. Versiunea originală BBC, a fost narată de David Attenborough si produsă de Alastair Fothergill. Pentru Discovery, producător executiv este Maureen Lemire, cu Sigourney Weaver narator, înlocuindu-l pe Attenborough.
Serialul cuprinde unsprezece episoade, fiecare dintre care oferă o privire de ansamblu la nivel mondial a unui biom diferit sau habitat de pe Pământ. La sfârșitul fiecărui episod de cincizeci de minute, o prezentare scurtă de zece minute oferă o privire din spatele camerei de luat vederi asupra provocărilor din timpul filmării documentarului.

## Episoade
1. From Pole to Pole

„"Cu o sută de ani în urmă, trăiau pe Pământ o jumătate de miliard de oameni. În prezent, peste șase miliarde populează delicata noastră planetă. Dar chiar și așa, există încă locuri abia atinse de mâna omului. Acest program vă va purta spre ultimele rămășițe de sălbăticie și vă va prezenta planeta și sălbăticia ei așa cum nu le-ați mai văzut până acum."”—David Attenborough, narațiunea de deschidere 
1. Mountains
2. Fresh Water
3. Caves
4. Deserts
5. Ice Worlds
6. Great Plains
7. Jungles
8. Shallow Seas
9. Seasonal Forests
10. Ocean Deep

„"Planeta noastră adăpostește încă o mulțime de bogății. Explorându-le, câștigăm nu numai cunoaștere, dar și putere. Nu numai viitorul balenei stă astăzi în mâinile noastre, ci supraviețuirea lumii animale pretudindeni pe planetă. Acum, putem fie să distrugge, fie să păstrăm. Este alegerea noastră. David Attenborough, în închidere ”

## Coloana sonoră
Pe 20 noiembrie 2006, coloana sonoră a fost lansată pe două CDuri cu o compilație de muzică incidentală special comandată pentru Planet Earth. Coloana sonoră premiată, a fost compusă de George Fenton și interpretată de Orchestra de Concert BBC și în timpul evenimentelor "Planet Earth Live" din SUA și Marea Britanie.